# 对马瓢蛛
对马瓢蛛（学名：Paraplectana tsushimensis）为园蛛科瓢蛛属的动物。分布于日本以及中国大陆的浙江、湖南等地。该物种的模式产地在日本。